# Le Grand Couteau
Pour plus de détails, voir Fiche technique et Distribution.
Le Grand Couteau (titre original : The Big Knife) est un film américain réalisé par Robert Aldrich, sorti en 1955.

## Synopsis
Charlie Castle promet à sa femme de ne plus travailler avec son producteur Stanley Hoff . Mais celui-ci le fait chanter ; Charlie a en effet un passé trouble que sa femme ignore.

## Fiche technique
- Titre original : The Big Knife
- Titre français : Le Grand Couteau
- Réalisation : Robert Aldrich
- Scénario : James Poe d'après la pièce "The Big Knife" de Clifford Odets
- Direction artistique : William Glasgow
- Décors : Edward G. Boyle
- Photographie : Ernest Laszlo
- Générique : Saul Bass
- Son : Jack Solomon
- Montage : Michael Luciano
- Musique : Frank De Vol
- Production : Robert Aldrich
- Société de production : The Associates & Aldrich Company
- Société de distribution : United Artists
- Pays d'origine :  États-Unis
- Langue originale : anglais
- Format : Noir et blanc — 35 mm — 1,85:1 — son Mono (Glen Glenn Sound Co. Recording)
- Genre : drame
- Durée : 111 minutes
- Dates de sortie :
  - États-Unis : 25 octobre 1955 à Los Angeles
  - France : 25 novembre 1955

## Distribution
- Jack Palance (VF : Jean Claudio) : Charles Castle
- Ida Lupino (VF : Nicole Vervil) : Marion Castle
- Wendell Corey (VF : Jacques Varennes) : Smiley Coy
- Jean Hagen (VF : Jacqueline Ferrière) : Connie Bliss
- Rod Steiger (VF : Jean Marchat) : Stanley Shriner Hoff
- Shelley Winters (VF : Rolande Forest) : Dixie Evans
- Ilka Chase (VF : Lita Recio): Patty Benedict
- Everett Sloane : Nat Danziger
- Wesley Addy (VF : Roger Tréville) : Horatio "Hank" Teagle
- Paul Langton (VF : Jean-Henri Chambois) : Buddy Bliss
- Nick Dennis : Mickey Feeney
- Bill Walker : Russell
- Michael Winkelman : Billy Castle
- Nick Cravat (VF : Jean Violette) : Nick
- Richard Boone (VF : Jean-Claude Michel) : voix

## Accueil
« Si Robert Aldrich n’a pas non plus filmé une pièce, il a mis en scène cinématographiquement une mise en scène de théâtre, autrement dit, il a « découpé » et filmé une mise en scène archi-théâtrale. Ces coups de poing sur les tables, ces bras levés au ciel, ces volte-face de tout le corps ressortissent, bien sûr, à la scène, mais Aldrich leur impose un rythme, une respiration qui lui sont propres et qui rendent fascinant le moindre de ses films (...) Outre qu’il présente une très exacte peinture de Hollywood, The Big Knife est le film américain le plus raffiné et le plus intelligent que l’on nous ait offert depuis plusieurs mois". »

— François Truffaut, Arts n°544, 30 nov.-6 déc. 1955.

« Ce film pesant, et long, excessif, parfois ennuyeux et irritant, constitue un document d’un intérêt exceptionnel (...). Ce document effrayant sur tout ce qu’il peut y avoir de désarroi, d’oppression et de désespoir dans la vie hollywoodienne, eût gagné en efficacité démonstrative s’il avait moins cherché à démontrer précisément, s’il avait été plus sobre et plus strict (...). On y parle et on y philosophe trop. N’empêche que c’est donc un film d’un grand intérêt et un film courageux. »

— Jean Thévenot, Les Lettres Françaises, 30 novembre 1955.

« En bref, l’histoire de ce producteur maître chanteur tenant sous sa coupe son acteur-étoile est absurde ou bien le serait chez nous. Mais elle est merveilleusement contée, compte tenu des moyens encore inégalables dont dispose Hollywood... et Robert Aldrich prend la succession d’Orson Welles avec beaucoup de talent. »

— Henry Magnan, Le Monde, 9 octobre 1957.

## Autour du film
- Robert Aldrich résume ainsi son film : « Mon producteur est une synthèse de Louis B. Mayer, Jack Warner et Harry Cohn. Le sujet s’applique à n’importe quel milieu, dans les arts ou les affaires, partout où la liberté naturelle de l’homme, sa possibilité de s’exprimer, sont entravées par des dirigeants sans valeurs et tyranniques. Mais le film est dirigé contre certains maux typiquement hollywoodiens. »[2]